# Juliano Rangel
Juliano Rangel de Andrade (4 de abril de 1982, Alfredo Chaves) es un futbolista brasileño, defensor,actualmente se encuentra sin equipo

## Carrera del club
Rangel jugó para los lados inferiores de la liga en su Brasil natal y en México antes de unirse cuadro hondureño Deportes Savio en 2007. Luego también jugó para Alianza y la Firpo antes de cruzar las fronteras de nuevo para unirse a Marquense.

## Clubes
| Club                     | País        | Año         |
| ------------------------ | ----------- | ----------- |
| Fluminense Football Club | Brasil      | 1999        |
| Olaria Atlético Clube    | Brasil      | 1999 - 2001 |
| Tigres B                 | México      | 2002 - 2003 |
| Morelia B                | México      | 2004 - 2005 |
| Deportes Savio           | Honduras    | 2006 - 2008 |
| Alianza FC               | El Salvador | 2008        |
| Luis Ángel Firpo         | El Salvador | 2010        |
| Deportivo Marquense      | Guatemala   | 2010 - 2013 |
| Xelajú Mario Camposeco   | Guatemala   | 2013 - 2016 |
| Deportivo Petapa         | Guatemala   | 2016 - 2018 |
| Deportivo Achuapa        | Guatemala   | 2019 - 2021 |
| Deportivo Sanarate F.C.  | Guatemala   | 2021        |